# Horn (Weimar)

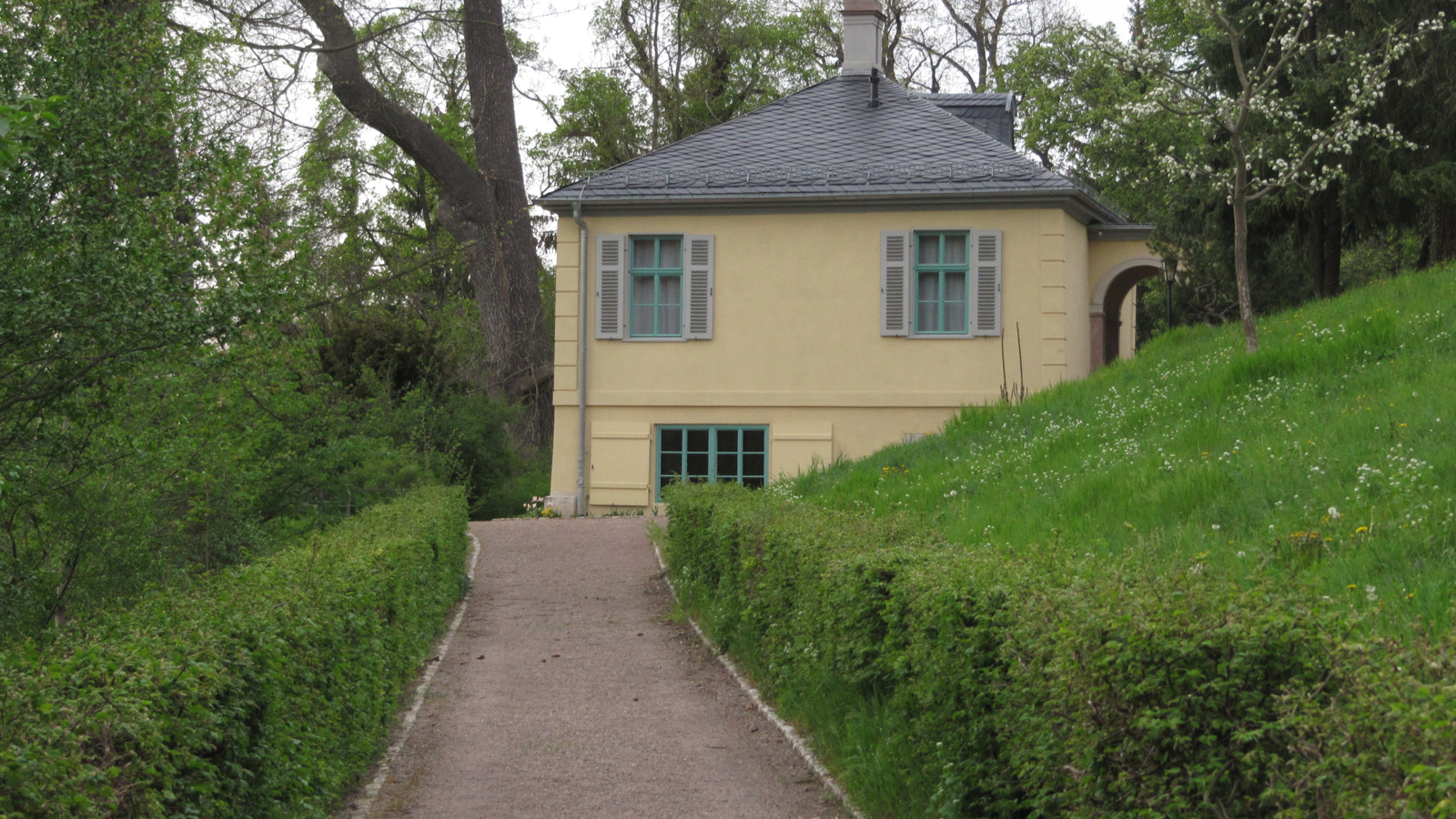
Pogwisch-Haus am Osthang im Park an der Ilm, 2012

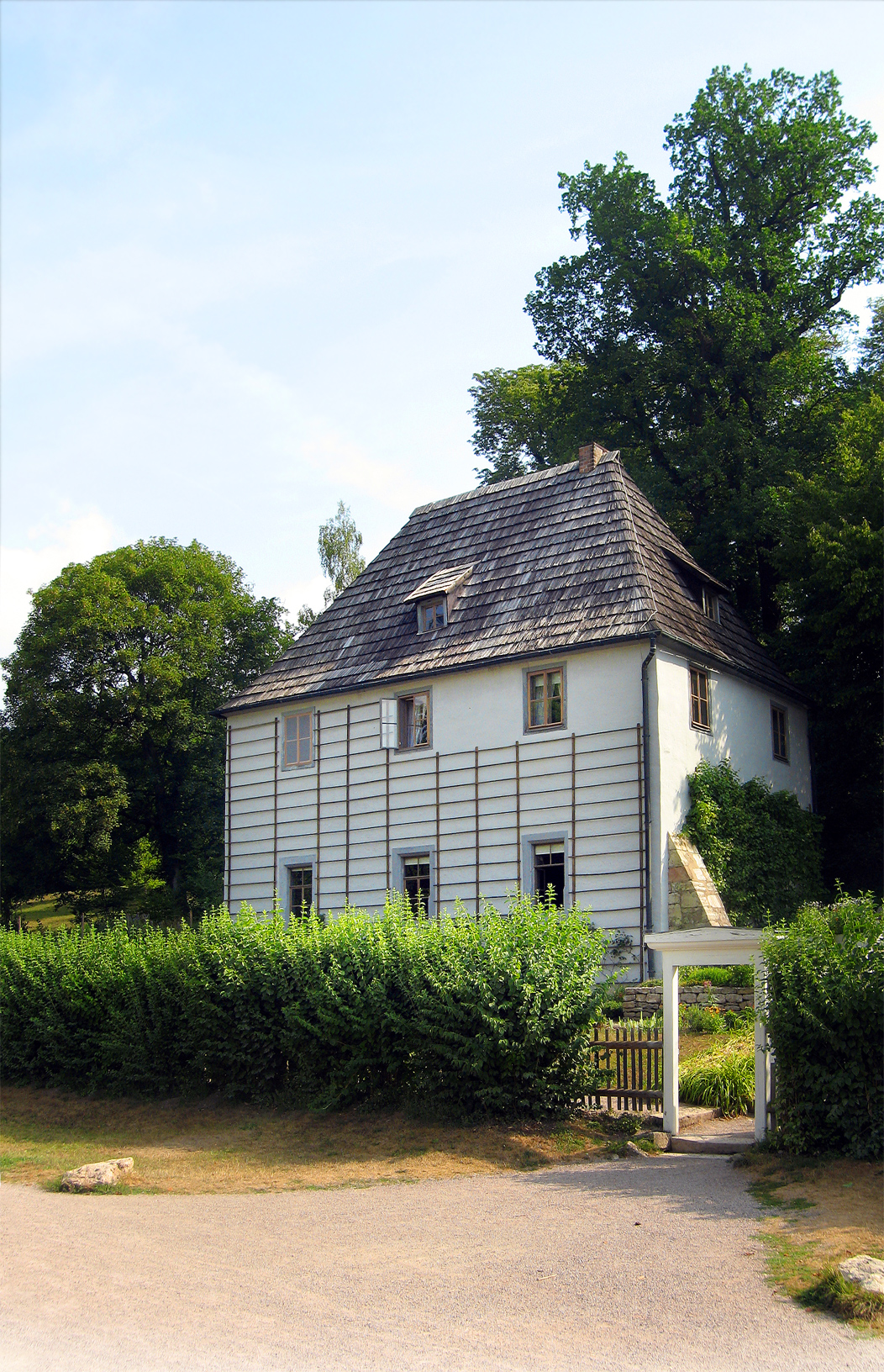
Goethes Gartenhaus am Fuße des Horns

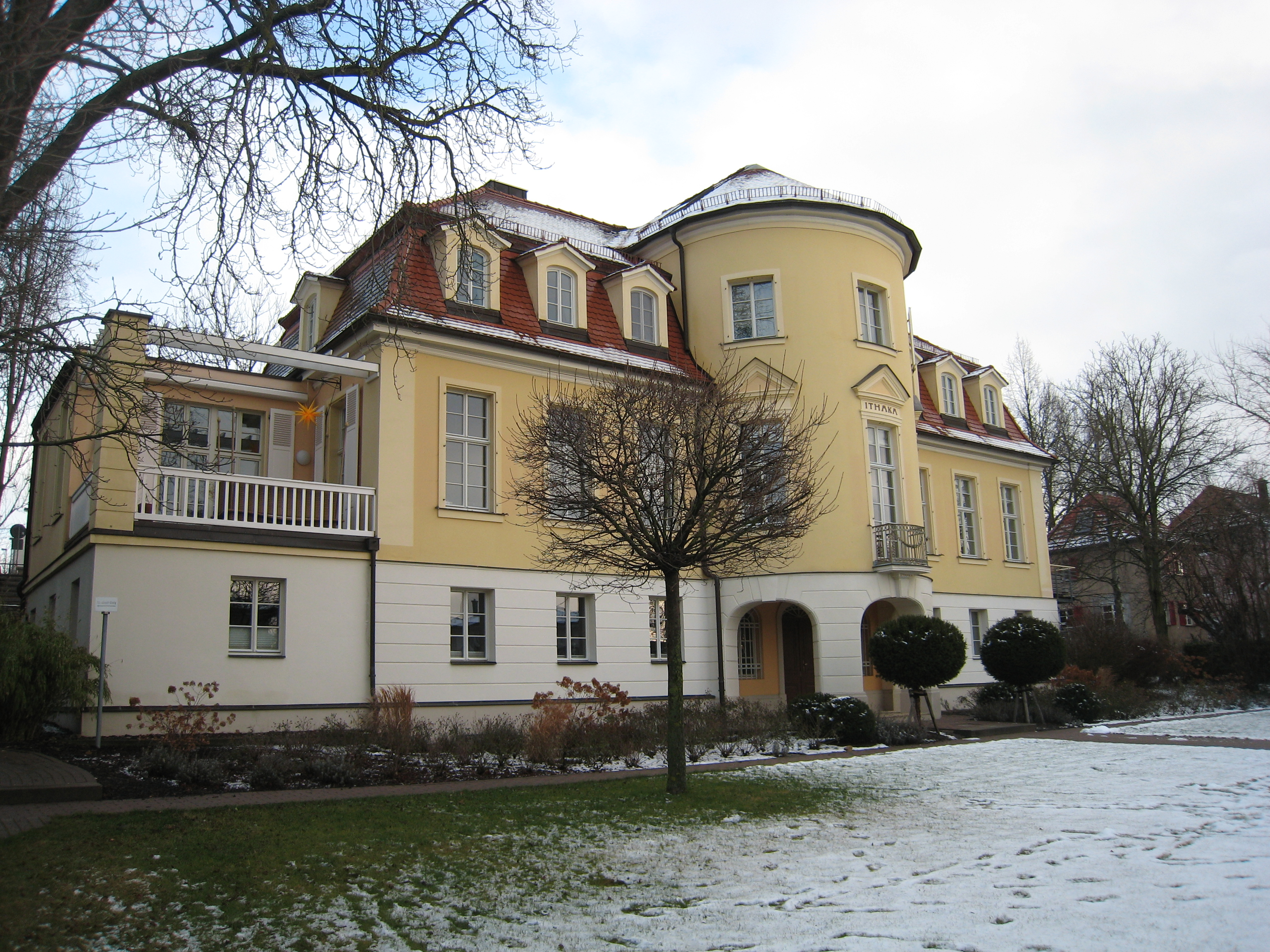
Haus Ithaka

Der nördlich des Ilmparks befindliche Straßenzug Am Horn hat seinen Namen von einer Erhebung in Weimar her, die die Form eines Horns hat. Grund ist u. a. auch die Biegung der Ilm. Dieser schließt sich an die Straße Über dem Kegeltor an. Über die Ilm führt in diesem Bereich die Kegelbrücke. Im Bereich Oberweimar wiederum schließt sich der Dichterweg an. Die Straße liegt in der Parkvorstadt. Die Erhebung des Horns wiederum liegt westlich vom Lindenberg. Der Bergrücken reicht bis zum Goethe- und Schiller-Archiv, dessen Fuß bis zur Ilm reicht. Daher kommt auch die Bezeichnung Hornstein., einer Vorgängerburg des Weimarer Stadtschlosses. Der geologische Untergrund ist karstiger Kalkstein. An der höchsten  Stelle wurde die Streichhan-Kaserne errichtet. Das Schloss ist über die Sternbrücke und der Einbogenbrücke, das Schalltor oder die Brücke am Horn führt mit der Leibnizallee verbunden. Weitere denkmalgeschützte Gebäude sind Am Horn 39, Am Horn 53, Am Horn 55.
Bekannt ist auch das Musterhaus Am Horn von Georg Muche, welches auf der Liste der Kulturdenkmale in Weimar (Einzeldenkmale) aufgeführt ist. Auch steht dieses auf der Liste der Unesco-Denkmale in Weimar, das Pogwisch-Haus steht auf der Liste der Kulturdenkmale in Weimar (Einzeldenkmale). Das gilt auch für das Haus Ithaka Am Horn 25, das als Wohnhaus Ernst von Wildenbruchs diente und von Paul Schultze-Naumburg entworfen wurde. Am Fuße des Horns, jedoch mit der Adresse Corona-Schröter-Weg 1 steht Goethes Gartenhaus. Der gesamte Straßenzug wiederum steht auf der Liste der Kulturdenkmale in Weimar (Sachgesamtheiten und Ensembles). Auch die Leutraquelle mit der Sphinxgrotte liegt am Fuße des Horns. 
Am Horn wurde das Projekt Neues Bauen am Horn vollzogen.